# Sellye
Sellye este un oraș în districtul Sellye, județul Baranya, Ungaria, având o populație de 2.849 de locuitori (2011). 

## Demografie
Componența etnică a orașului Sellye
     Maghiari (87,51%)
     Croați (7,9%)
     Romi (3,24%)
     Germani (1,2%)
     Necunoscut (0,15%)
     Alții (0,15%)
Componența confesională a orașului Sellye
     Romano-catolici (43,24%)
     Reformați (19,8%)
     Fără religie (9,16%)
     Necunoscută (26,64%)
     Alte religii (1,16%)
Conform recensământului din 2011, orașul Sellye avea 2.849 de locuitori. Din punct de vedere etnic, majoritatea locuitorilor (87,51%) erau maghiari, existând și minorități de croați (7,9%), romi (3,24%) și germani (1,2%). Apartenența etnică nu este cunoscută în cazul a 0,15% din locuitori. Nu există o religie majoritară, locuitorii fiind romano-catolici (43,24%), reformați (19,8%) și persoane fără religie (9,16%). Pentru 26,64% din locuitori nu este cunoscută apartenența confesională.